# Otto II. (Brandenburg)

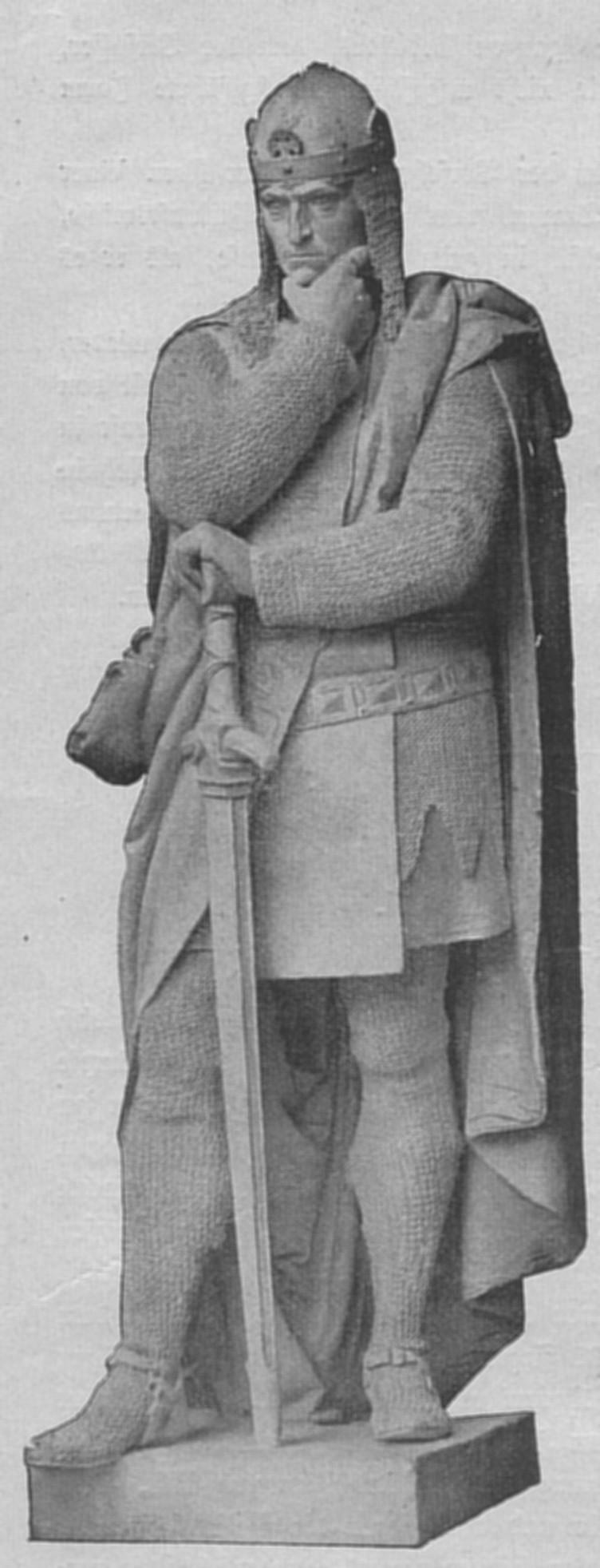
Denkmal in der ehemaligen Siegesallee, Berlin 1898

Otto II., Markgraf von Brandenburg (* nach 1148; † 4. Juli 1205), genannt „der Freigiebige“, entstammte dem Geschlecht der Askanier. Er war von 1184 bis zu seinem Tode dritter Markgraf von Brandenburg.

## Leben
Otto II. war der älteste Sohn Markgraf Ottos I. und der polnischen Herzogstochter Judith.
1184 wurde er nach dem Tod des Vaters neuer Markgraf. Seinen Bruder Heinrich unterstützte er 1189 bei der Gründung eines Kollegiatstifts in Stendal. 1192 übernahm er nach dessen Tod dessen Allodialbesitz in der Altmark. In diesem Jahr und zwei Jahre darauf unterstützte Otto Herzog Adolf von Holstein im Kampf gegen die Dänen.
1194 nahm er seinen jüngeren Halbbruder Albrecht gefangen, der einen Aufstand zur Durchsetzung seiner Ansprüche begann, ließ ihn jedoch bald wieder frei und akzeptierte ihn als Mitregent in der Mark. 1195 und 1196 übertrugen beide ihren gesamten Allodialbesitz (Altmark, Schollene, Zauche) an das Erzstift Magdeburg und nahmen es von diesem als Lehen.
Um 1198 machte Otto sich slawische Gebiete im westlichen Pommern um Tribsees lehnsabhängig und ließ sich dieses vom neuen König Philipp von Schwaben bestätigen.
1200 und 1203 unterstützte er Philipp in der Auseinandersetzung um die Herrschaft im Reich gegen den Gegenkönig Otto IV.
Otto II. wurde nur viermal in der Mark Brandenburg erwähnt, bei Schenkungen für das Domstift zwischen 1192 und 1204.
Er machte Klöstern und Stiften zahlreiche Schenkungen, weswegen er später der Freigiebige genannt wurde.
Otto war mit Ada von Holland verheiratet. Da die beiden keine Nachkommen hatten, wurde sein Halbbruder Albrecht nach seinem Tod neuer Markgraf von Brandenburg.

## Denkmal Otto II. in der Berliner Siegesallee

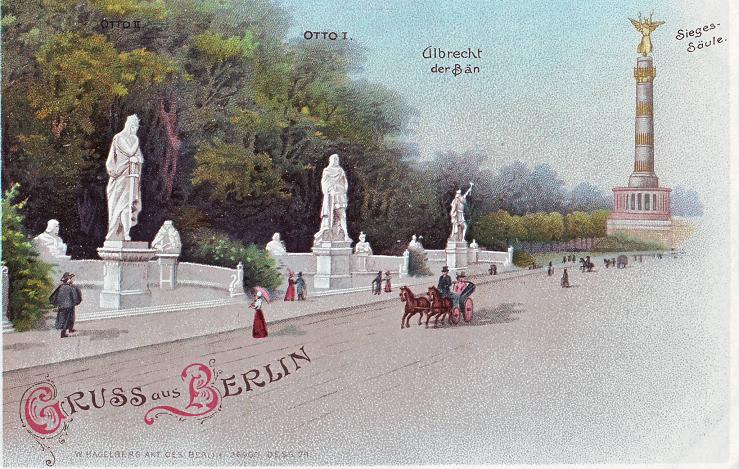
Gesamtgruppe Otto II., links

Das abgebildete Denkmal Ottos stand in der ehemaligen Siegesallee im Tiergarten in Berlin, dem 1895 von Kaiser Wilhelm II. in Auftrag gegebenen „Prachtboulevard“ mit Denkmälern aus der Geschichte Brandenburgs und Preußens. Zwischen 1895 und 1901 schufen unter der Leitung von Reinhold Begas 27 Bildhauer 32 Standbilder der Brandenburger und Preußischen Herrscher von jeweils 2,75 m Höhe. Jedes Standbild wurde flankiert von zwei kleineren Büsten mit der Darstellung von Personen, die im Leben des jeweiligen Herrschers oder für die Geschichte Brandenburgs beziehungsweise Preußens eine wichtige Rolle gespielt hatten.
Bei der Denkmalgruppe 3 waren das die Büsten von Johann Gans Edler zu Putlitz aus der Prignitz, der Otto oft auf Kriegszügen begleitet und sein politisches Schicksal zum Ende des 12. Jahrhunderts eng an den Askanier gebunden hatte. Johann Gans war zudem Stifter des Zisterzienserinnen Klosters Marienfließ. In der rechten Hand hält die Figur des Ritters ein Modell des Klosters, in der linken die Stiftungsurkunde. Die zweite Büste zeigte den Chronisten Heinrich von Antwerpen (auch: Heinrici de Antwerpe), der zu Ottos Zeit Domherr des Brandenburger Domkapitels war. Von diesem ersten Chronisten der Mark Brandenburg stammen nahezu sämtliche Überlieferungen aus dieser Zeit des deutschen Landesausbaus und auch von den Vorgängen bei der Gründung der Mark durch Albrecht den Bären (Tractatus de captione urbis Brandenburg). Bildhauer der Denkmalgruppe war Joseph Uphues.
Gustav Albrecht beschrieb 1900 das Denkmal Ottos: „Der Fürst ist in Kettenpanzer und Sturmhaube dargestellt. Das Kinn des gedankenvoll und ernst blickenden Antlitzes stützt der Markgraf in die rechte Hand, der Ellbogen ruht auf der linken Hand, welche das Schwert hält. Ein mit dem brandenburgischen Adler geschmückter Mantel umhüllt die kräftige Gestalt.“